# امیر قویدل
امیر قویدل (زادهٔ ۱ فروردین ۱۳۲۶ در مشهد – درگذشتهٔ ۱۷ آبان ۱۳۸۸ در تهران) کارگردان فیلم و فیلم‌نامه‌نویس ایرانی بود. آخرین فیلم او به نام دوستی از جنس آتش پس از ۷ سال دوری از سینما ساخته شد.

## زندگی و حرفه
امیر قویدل در سال ۱۳۲۶ در مشهد به دنیا آمد. نخستین فعالیت سینمایی او، فیلم‌نامه‌نویسی و دستیاری کارگردان در فیلم مرگ در باران (ساموئل خاچیکیان) بود. قویدل در برخی دیگر از فیلم‌های خاچیکیان مانند اضطراب و کوسه جنوب نیز دستیار او بود.
او سال‌ها به عنوان مشاور کارگردان، نویسنده، و طراح صحنه در سینما فعالیت داشت. اولین تجربه فیلمسازی وی در سال ۱۳۵۵ با دو قسمت از سریال تلویزیونی چنگک بود. او در سال‌های نخستین پس از انقلاب ۱۳۵۷ نسبتاً پرکار بود و فیلم‌هایی همچون خونبارش، برنج خونین، سردار جنگل و ترن را کارگردانی کرده بود.

## درگذشت
قویدل در ظهر روز یک‌شنبه، ۱۷ آبان ۱۳۸۸ به علت بیماری کبدی در بیمارستان پارسیان تهران درگذشت.

## فیلم‌شناسی
- دوستی از جنس آتش (۱۳۸۸)
- رخساره (۱۳۸۰)
- بندر مه‌آلود (۱۳۷۱)
- گالان (۱۳۶۹)
- دل‌نمک (۱۳۶۸)
- ترن (۱۳۶۶)
- سردار جنگل (۱۳۶۲)
- میرزا کوچک‌خان (۱۳۶۲)
- برنج خونین (۱۳۶۰)
- خونبارش (۱۳۵۹)
- گریه نکن سرزمین من
- سریال چنگک (۱۳۵۵ دو قسمت با عنوان «بن بست»)[۵]
- سریال روح مهربان (۱۳۸۴)
- سریال دایره تردید
- سریال ستاره سهیل (۱۳۸۶)